# Andrija Kaluđerović (ur. 1987)
Andrija Kaluđerović (serb. cyr. Андрија Калуђеровић, ur. 5 lipca 1987 w Bačkiej Topoli) – serbski piłkarz występujący na pozycji napastnika w FK Rad, reprezentant Serbii w latach 2010–2011.

## Kariera klubowa
Wychowanek klubu OFK Beograd. W trakcie swojej kariery dwukrotnie zostawał królem strzelców. W sezonie 2010/11, wspólnie z Ivicą Ilievem został królem strzelców Super liga Srbije, natomiast w 2016 roku reprezentując barwy FK Žalgiris Wilno został mistrzem kraju oraz królem strzelców A lygi, zdobywając 20 goli. Jest najlepszym strzelcem w historii serbskiej Super Ligi (stan na koniec sezonu 2017/18). Obecnie reprezentuje barwy klubu Wellington Phoenix FC.

## Kariera reprezentacyjna
W 2008 roku, będąc zawodnikiem OFK, pojechał z reprezentacją Serbii na turniej piłkarski Letnich Igrzyskh Olimpijskich. W dorosłej reprezentacji zadebiutował 7 kwietnia 2010 roku w towarzyskim meczu przeciwko Japonii. W reprezentacji zaliczył 3 mecze.

## Sukcesy

### Zespołowe
FK Žalgiris Wilno
- mistrzostwo Litwy: 2016, 2020
- Puchar Litwy: 2016

FK RFS
- Puchar Łotwy: 2019

### Indywidualne
- król strzelców Super ligi Srbije: 2010/11 (13 goli)
- wybór do drużyny sezonu Super ligi Srbije: 2010/11
- król strzelców A lygi: 2016 (20 goli)